# Захаров, Свет Сергеевич
Свет Сергеевич Захаров (14 июля 1930, Одесса — 28 апреля 2016, Москва) — советский и российский журналист-международник, специализировавшийся по Индонезии и Малайзии и работавший в структурах Агентства печати «Новости» (АПН). Отец бас-гитариста панк-группы «Король и Шут» Сергея Захарова.

## Краткая биография
В 1950 году окончил среднюю школу в Москве и в 1955 году — Московский институт международных отношений (МГИМО). В 1957—1960 гг. работал редактором в Совинформбюро, в 1960—1962 гг. — редактором Отдела печати Совинформбюро-АПН, в 1962—1964 гг. — редактором Главной редакции периодики Востока АПН, в 1964—1967 — редактором Бюро АПН в Джакарте и заведующим информотделом Бюро АПН в Генконсульстве СССР в Сурабайе, в 1967—1970 гг. — старшим редактором Главной редакции стран Азии АПН, в 1970—1973 — заместителем заведующего Бюро АПН в Джакарте, в 1973—1976 гг. — заместителем ответственного редактора Объединённой редакции стран Азии АПН, в 1976—1988 гг. — редактором-консультантом Объединённой редакции для развивающихся стран Африки и Ближнего Востока АПН, в 1988—1991 редактором-консультантом Объединённой редакции журналов для развивающихся стран Главной редакции периодических изданий АПН. В 1991—1994 гг. был редактором журнала «Спутник».
После ухода на пенсию в 1992 году Захаров С. С. был назначен московским корреспондентом ряда индонезийских и малайзийских изданий: газеты «Мердека» (Джакарта) (1992—1993), журнала « Темпо» (Джакарта) (2003—2004), газеты «Утусан Малайсия» (Куала-Лумпур) (1993—1998), журнала «Гатра» (Джакарта) (2012—2016). Кроме того, в 2009—2016 гг. он работал преподавателем индонезийского языка в Дипломатической академии МИД РФ. Член  Общества «Нусантара» и Общества сотрудничества и дружбы с Индонезией.
Захаров был исключительно компетентным журналистом, владел в совершенстве индонезийским языком и внёс большой вклад в развитие сотрудничества и дружбы СССР (России) с Индонезией и Малайзией.

## Впечатление
Свет Сергеевич Захаров — неувядающий ветеран отечественной журналистики. В свои 86 лет он остаётся московским корреспондентом популярного джакартского еженедельника «Гатра», генератором всевозможных идей и сгустком творческой энергии. — Анатолий Торкунов

## Публикации
- Индонезийско-русский разговорник. М: Из-во литературы на иностранных языках, 1961 (совместно с  И. Кашмадзе и С. Неверовым).
- Русско-малайский разговорник (Kamus Mini Rusia — Melayu). Клуб друзей Малайзии. М.: Красная гора, 1997, 64 с. (совм. с  В. А. Погадаевым).
- Индонезийско-русский разговорник (Panduan Percakapan Indonesia-Rusia). М.: Древо жизни, 1997, 88 с. (совм. с В. А. Погадаевым).
- Индонезийско-русский и Русско-индонезийский разговорник. М.: Муравей-гайд, 2000, 160 с. (совм. с В. А. Погадаевым)
- «Pameran buku Malaysia di Moscow». — «Utusan Malaysia», 01.XII.1993 .
- «Kerjasama Malaysia-Russia dibidang perbukuan cetus minat baru». — «Utusan Malaysia», 08.I.1994.
- «Eratkan kerjasama budaya dan sastera». — «Utusan Malaysia», 04.XI.1995.
- «Seminar dunia Melayu di Moscow». — «Utusan Malaysia», 29.VI.1996.
- «Bahasa Melayu di Rusia». — «Utusan Malaysia», 09.VIII.1997.
- «Pusat pengajian dunia Melayu di Moscow». — «Utusan Malaysia», 04.VII.1998.
- «Cerita Rusia tentang Rendra» — «GATRA», 5 ноября 2009.
- «Orang Madagaskar Berasal dari Nusantara». — «GATRA», 16 октября 2011.
- «Jago Sastra Indonedia dari Rusia» (о российском востоковеде В. В. Сикорском. - «GATRA», 6 июня 2012.
- «Moskow Membedah Empat Negeri Melayu» (о выходе в Москве книги «Малайский мир (Бруней, Индонезия, Малайзия, Сингапур)». Лингвострановедческий словарь В. А. Погадаева // «Gatra», Jakarta, 7.XI.2012, стр. 58.
- «Imam Krimea Rusia Kutuk ISIS dan Perkawinan Sekelamin». — «GATRA», 2 октября 2015.
- «Perdagangan RI-Rusia Meluas Hingga Daerah». — «GATRA», 22 декабря 2015.
- «Rusia-Indonesia Tujuannya Lawan ISIS!». — «GATRA», 26 января 2016.
- «Jelang Akhir Tugas, Dubes Djauhari Oratmangun: Rusia-Indonesia Semakin Mesra!» - «GATRA», 4 февраля 2016.

## Cемья
- Геращенко Юлия Световна, врач кардиолог высшей категории.
- Внук Стас.
- Внук Глеб.
- Сын Сергей Захаров, бас-гитарист.
- Приёмная дочь Елена Корчагина, востоковед.
- Дочь Даниленко Ольга Световна, экономист.

## Хобби
- Одно из главных его увлечений — выращивание цветов, в частности разных сортов роз. Впоследствии, его сын Сергей также заинтересуется этим.